# Camisia borealis
Camisia borealis är en kvalsterart som först beskrevs av Tord Tamerlan Teodor Thorell 1871.  Camisia borealis ingår i släktet Camisia och familjen Camisiidae. Inga underarter finns listade.